# Torta di zucca
La torta di zucca è un dessert del Nord America, realizzato di solito in autunno e all'inizio dell'inverno, specialmente per il giorno del ringraziamento e a Natale. La zucca è un simbolo del periodo del raccolto ed è caratteristica ad Halloween.

## Descrizione
La torta è formata da uno strato di crema alla zucca, di colore da arancio a marrone, su di un guscio di pasta frolla, solitamente senza la crosta superiore.
Il dolce è di solito aromatizzato con noce moscata, cannella, chiodi di garofano e zenzero, ed è tradizionalmente servita con panna montata.
La torta di zucca è spesso preparata con polpa di zucca in scatola o col ripieno di zucca preconfezionato e già aromatizzato.

## Varianti
La torta di zucca viene anche preparata in qualche regione italiana. A Reggio Emilia esiste una versione del dolce con la zucca gialla, gli amaretti, e l'uva passa. In Piemonte viene preparata una torta di zucca con le mele Carpendù o altri frutti aciduli per bilanciarne il sapore dolciastro.